# سيمون دي
سيمون دي (بالإنجليزية: Simon Dee)‏ هو مقدم برامج إذاعية بريطاني، ولد في 28 يوليو 1935 في مانشستر في المملكة المتحدة، وتوفي في 29 أغسطس 2009 في ونشستر في المملكة المتحدة.

## وصلات خارجية
- سيمون دي على موقع IMDb (الإنجليزية)
- سيمون دي على موقع إن إن دي بي (الإنجليزية)
- سيمون دي على موقع قاعدة بيانات الفيلم (الإنجليزية)